# هنرمند افتخاری جمهوری سوسیالیستی آذربایجان شوروی
هنرمند افتخاری جمهوری سوسیالیستی آذربایجان شوروی (ترکی آذربایجانی: Azərbaycan SSR əməkdar artisti) یک لقب افتخاری بود که از جانب هیئت رئیسه شورای عالی جمهوری سوسیالیستی آذربایجان شوروی به افراد برجسته جامعه اعطا می‌شد. این جایزه از تاریخ ۱۳ ژانویه ۱۹۲۹ تا ۲ ژوئن سال ۱۹۹۰به بیش از ۶۰۰ نفر اهدا شد.

## فهرست کوتاه از دریافت کنندگان
- قربان پریموف
- عباس‌میرزا شریف‌زاده
- «صدقی روح‌الله»
- یاور کلنترلی
- احمد آناتولی[۲][۳]
- فاطمه مهرعلی‌اوا[۴]
- خمار ذوالفقاراوا[۵]
- قنبر زلالوف[۶]
- نصیبه زینالوا[۷]
- ستار بهلول‌زاده[۸]
- «ماریا تیتارنکو»[۹]
- عثمان حاجی‌بیگف[۱۰]
- سمندر رضایف[۱۱]
- طلعت باکیخانف[۱۲]